# 雕版印刷
雕版印刷是最早在中国出现的印刷形式。现存最早的雕版印刷品是敦煌莫高窟发现，印制于唐朝公元868年的《金刚经》（现存于大英图书馆）。

## 历史
- 陆深《河汾燕闲录》的《俨山外集》卷三中说：“隋文帝开皇十三年十二月（593 年）敕，废像遗经，悉令雕撰。”这里说的可以理解为雕造被毁之佛像，撰集残缺的佛经。而陆深道：“此印书之始,又在冯瀛王（指冯道）先矣。”
- 唐穆宗长庆四年，诗人元稹为白居易的《长庆集》作序中有：“二十年间，禁省、观寺、邮候墙壁之上无不书，王公妾妇、牛童马走之口无不道，至于缮写模勒，衒卖于市井。”这里的“模勒”也就是雕版印刷。
- 唐代和五代流傳下來的雕版刻書不多，而宋代雕版刻書數量逐漸增多，這些書又稱宋版書。[1][2]

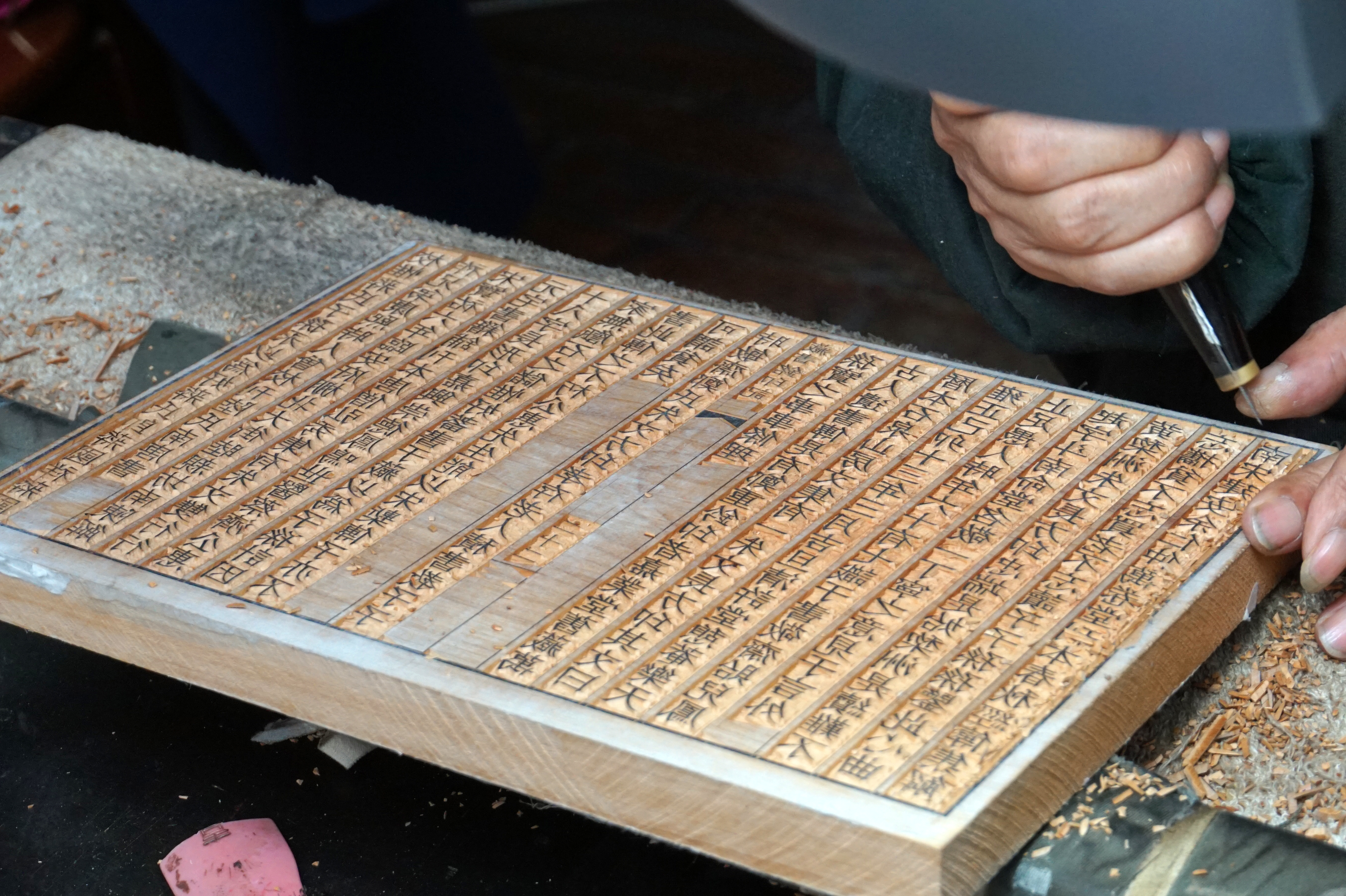
雕版的刻制

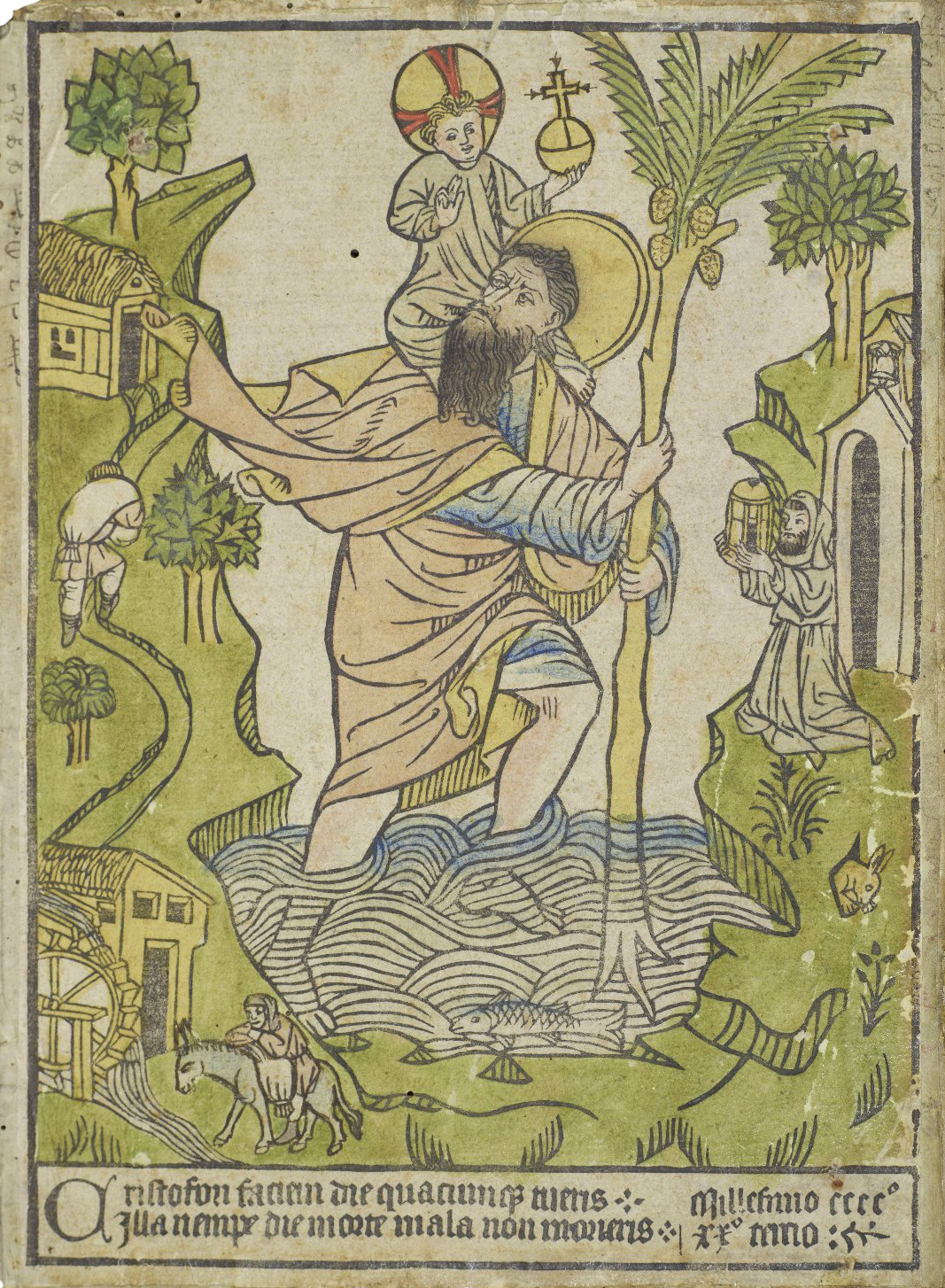
1423年，圣克利斯道夫像，木刻版

## 工艺
雕版印刷的第一步是制作原稿。然后将原稿反转过来摊在平整的大木板上，固定好。然后各种技术水平的工匠在木板上雕刻绘上的、画上的或写上的原稿，大师级雕工负责精细部分的，到雕刻比较便宜的木头或比较不重要部分时才交给比较没有才能的工匠。木板然后刷上墨，在印刷机中加压形成原稿的复制品。
在一些方法中，雕版印刷优于铸造活字印刷：例如像汉语这样的语言有很大的字符集的情况下，雕版印刷在初期投入时会更便宜一些。
这个工艺也具有更多的艺术绘画的自由，例如图画和图表的绘制。
不过，印刷版不耐用，在印刷使用中很快就损坏了需要不断更换，这限制了大量印刷的可能性。
雕版印刷也指的是书法的一种类型。
2009年9月中国雕版印刷技艺入选《人类非物质文化遗产代表作名录》。

## 優缺點
- 優點：可一次將欲用字先行雕版，印刷後再裁割。
- 缺點：如有一字筆劃不慎刻錯，則整塊板都不能用，須另外重刻一塊板子。